# More Today Than Yesterday
«More Today Than Yesterday» es una canción interpretada por la banda estadounidense de pop Spiral Starecase. La canción fue escrita por el vocalista del grupo Pat Upton.

## Recepción de la crítica
En una reseña de la canción de AllMusic, el escritor musical Stewart Mason elogió el “estribillo dulce e increíblemente pegadizo“ de la canción. El sitio web Society of Rock la describió como “una de las canciones más divertidas y hermosas que surgieron de los años 1960”.

## Posicionamiento

### Gráfica semanal
| Gráfica (1969)                     | Pico de posición |
| ---------------------------------- | ---------------- |
| Canadá (RPM Top Singles)           | 6                |
| Estados Unidos (Billboard Hot 100) | 12               |
| Estados Unidos (Cashbox Top 100)   | 7                |

### Gráfica de fin de año
| Gráfica (1969)                     | Pico de posición |
| ---------------------------------- | ---------------- |
| Canadá (RPM Top Singles)           | 63               |
| Estados Unidos (Billboard Hot 100) | 50               |
| Estados Unidos (Cashbox Top 100)   | 67               |

## Otras versiones
- Shirley Scott publicó una versión de la canción en su álbum Shirley Scott & the Soul Saxes (1969).[10]
- Andy Williams lanzó una versión de la canción con The Osmonds en su Get Together with Andy Williams (1969).[11]
- Colleen Hewett lanzó una versión de la canción en Australia como lado B de su sencillo de 1971, «Superstar».[12]
- Lena Horne publicó una versión de la canción en su álbum Nature's Baby (1971).[13]
- Sonny & Cher lanzaron una versión de la canción en su álbum All I Ever Need Is You (1971).[14]